# Felipe Elgueta
 Felipe Ernesto Elgueta Salgado (Penco, Chile, 2 de junio de 1989) es un futbolista chileno. Juega de volante y actualmente se encuentra sin club.

## Carrera
Inició su carrera muy temprano, a los 9 años, en el año 1999, donde fue a probar suerte a Huachipato y quedó en las divisiones inferiores durante 10 años, hasta que el año 2009 fue subido al primer equipo. El año 2010 fue cedido a préstamo al cuadro de Iberia, en la azulgrana jugó hasta el 2010, donde fue capitán del equipo azulgrana. Este gran año y gracias a su regularidad, llega nuevamente a Huachipato, donde es dirigido por Arturo Salah, en la temporada 2011. El 2012 la llegada de Ronald Fuentes, pide el préstamo nuevamente a Iberia, club donde se desempeña como volante de contención, en la actualidad partió a préstamo a Deportes Concepción.

## Clubes
| Club                  | País  | Año       |
| --------------------- | ----- | --------- |
| Huachipato            | Chile | 2009      |
| Iberia de Los Ángeles | Chile | 2010      |
| Huachipato            | Chile | 2011      |
| Iberia de Los Ángeles | Chile | 2012-2013 |
| Huachipato            | Chile | 2013-2015 |
| Deportes Concepción   | Chile | 2015-2016 |
| Deportes Puerto Montt | Chile | 2016-2017 |
| Iberia                | Chile | 2017-2018 |
| Deportes Copiapó      | Chile | 2019      |

## Palmarés

### Campeonatos nacionales
| Título           | Club                  | País  | Año  |
| ---------------- | --------------------- | ----- | ---- |
| Segunda División | Iberia de Los Ángeles | Chile | 2012 |